# Liste der Orte im Kreis Mureș

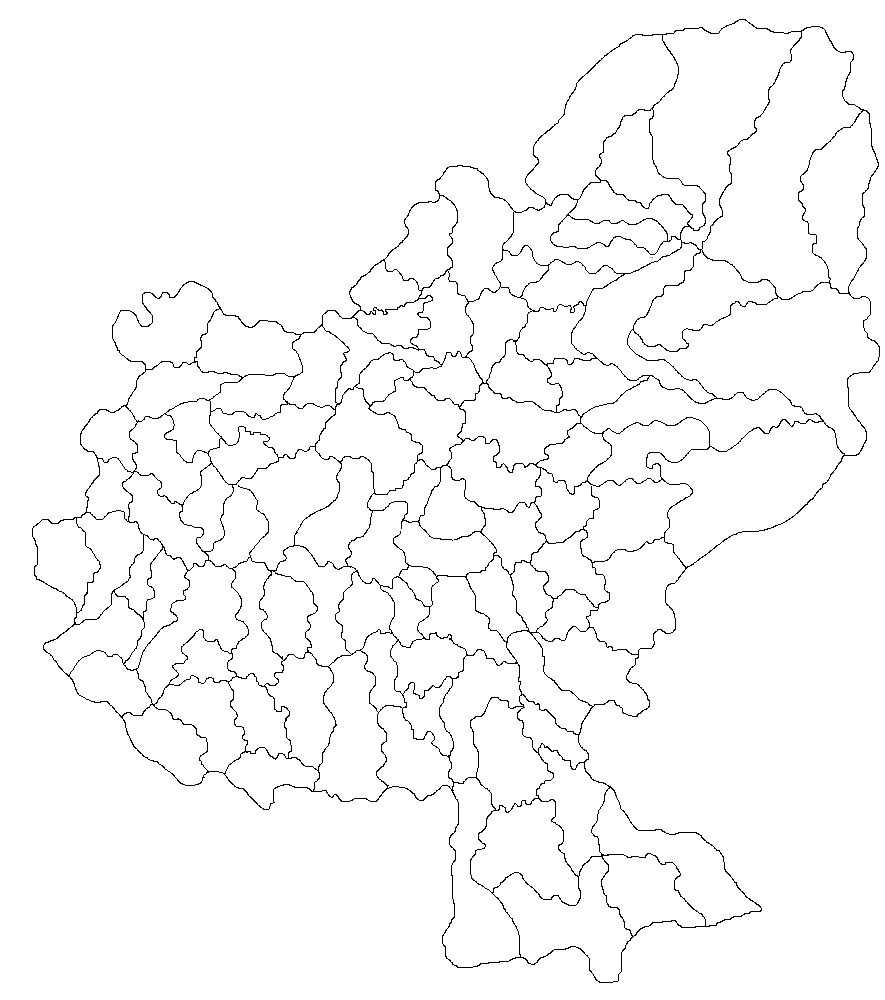
Gemeinden des Kreises Mureș

Der Kreis Mureș in Rumänien besteht aus offiziell 516 Ortschaften. Davon haben 11 den Status einer Stadt und 89 den einer Gemeinde. Die übrigen sind administrativ den Städten und Gemeinden zugeordnet.

## Städte
| - Iernut - Luduș - Miercurea Nirajului - Reghin | - Sângeorgiu de Pădure - Sărmașu - Sighișoara - Sovata | - Târgu Mureș - Târnăveni - Ungheni |

## Gemeinden
| - Acățari - Adămuș - Albești - Aluniș - Apold - Ațintiș - Băgaciu - Bahnea - Băla - Bălăușeri - Band - Batoș - Beica de Jos - Bereni - Bichiș - Bogata - Brâncovenești - Breaza - Ceuașu de Câmpie - Chețani - Chiheru de Jos - Coroisânmărtin - Corunca - Cozma - Crăciunești - Crăiești - Cristești - Cucerdea - Cuci - Daneș | - Deda - Eremitu - Ernei - Fântânele - Fărăgău - Gălești - Gănești - Gheorghe Doja - Ghindari - Glodeni - Gornești - Grebenișu de Câmpie - Gurghiu - Hodac - Hodoșa - Ibănești - Iclănzel - Ideciu de Jos - Livezeni - Lunca - Lunca Bradului - Măgherani - Mica - Miheșu de Câmpie - Nadeș - Neaua - Ogra - Pănet - Papiu Ilarian - Păsăreni | - Petelea - Pogăceaua - Râciu - Răstolița - Rușii-Munți - Sâncraiu de Mureș - Sângeorgiu de Mureș - Sânger - Sânpaul - Sânpetru de Câmpie - Sântana de Mureș - Saschiz - Sărățeni - Șăulia - Șincai - Solovăstru - Stânceni - Suplac - Suseni - Tăureni - Valea Largă - Vânători - Vărgata - Vătava - Vețca - Viișoara - Voivodeni - Zagăr - Zau de Câmpie |

## A
| - Abud - Abuș - Adrian - Adrianu Mare - Adrianu Mic | - Agrișteu - Andreneasa - Angofa - Apalina - Archita | - Arșița - Aurel Vlaicu - Avrămești |

## B
| - Băița - Balda - Bâra - Bărboși - Bărdești - Bârlibaș - Bârlibășoaia - Bârza - Bedeni - Beica de Sus - Berghia - Bernadea | - Beu - Bezid - Bezidu Nou - Bicașu - Bistra Mureșului - Blidireasa - Bobohalma - Boiu - Bolintineni - Bologaia - Bord - Bordoșiu | - Borzia - Botei - Botez - Botorca - Bozed - Bozeni - Brădețelu - Budiu Mic - Bujor - Bujor-Hodaie |

## C
| - Căciulata - Căcuciu - Călimănești - Călugăreni - Călușeri - Câmpenița - Câmpu Cetății - Cându - Căpâlna de Sus - Căpeți - Căpușu de Câmpie - Cașva - Cecălaca - Ceie - Cerghid - Cerghizel - Ceuaș - Chendu | - Chibed - Chiheru de Sus - Chinari - Chinciuș - Chirileu - Chisălița - Ciba - Cibu - Cinta - Cioarga - Ciobotani - Cipăieni - Cipău - Ciretea - Cirhagău - Ciulea - Ciurgău - Cloașterf | - Coasta Grindului - Coasta Mare - Comori - Corbești - Cordoș - Cornești (Adămuș) - Cornești (Crăciunești) - Coroi - Cotorinau - Cotuș - Crăiești (Adămuș) - Criș - Cuieșd - Culpiu - Cund - Curețe - Curteni - Cuștelnic |

## D
| - Daia (Apold) - Daia (Bahnea) - Dalu - Dâmbău - Dâmbu - Dămieni - Dătășeni - Deag - Deaj | - Dedrad - Deleni (Băgaciu) - Deleni (Ideciu de Jos) - Deleni (Pogăceaua) - Dileu Nou - Dileu Vechi - Dobra - Drăculea Bandului - Drojdii | - Dubiștea de Pădure - Dulcea - Dumbrava - Dumbrăvioara - Dumitreni - Dumitrești - După Deal (Cuci) - După Deal (Iclănzel) |

## E
| - Ercea | - Eremieni |

## F
| - Fânațe (Band) - Fânațe (Fărăgău) - Fânațe (Iclănzel) - Fânațe (Tăureni) - Fânațele Căpușului - Fânațele Mădărașului | - Fânațele Socolului - Fântâna Babii - Feleag - Filea - Filitelnic - Filpișu Mare | - Filpișu Mic - Fițcău - Foi - Frunzeni - Fundătura - Fundoaia |

## G
| - Găiești - Gălăoaia - Gălățeni - Gâmbuț - Gaura Sângerului - Gheja | - Ghidașteu - Ghinești - Giuluș - Giurgiș - Glăjărie - Gogan | - Goreni - Grădini - Grâușorul - Grindeni - Groapa Rădăii - Gruișor |

## H
| - Habic - Hădăreni - Hagău | - Hărănglab - Hărțău - Herepea | - Herghelia - Hetiur - Hodaia |

## I
| - Iara de Mureș - Ibănești-Pădure - Icland - Iclandu Mare - Ideciu de Sus - Idicel - Idicel-Pădure | - Idiciu - Idrifaia - Iernuțeni - Ihod - Ilieni - Ilieși | - Ilioara - Iod - Isla - Iștan-Tău - Iștihaza - Ivănești |

## J
| - Jabenița | - Jacodu | - Jacu |

## L
| - Lăpușna - Larga (Gurghiu) - Larga (Sărmașu) - Lăscud - Laslău Mare - Laslău Mic - Lăureni | - Lechincioara - Lechința - Lefaia - Leniș - Leordeni - Leorința - Leorința-Șăulia | - Lepindea - Linț - Logig - Loțu - Luieriu - Lunca Mureșului |

## M
| - Măcicășești - Mădăraș - Mădărășeni - Măgheruș - Maia - Maiad - Maiorești - Mălăești - Maldaoci - Malea - Mărășești | - Mărculeni - Mătrici - Merișor - Merișoru - Meștera - Mihai Viteazu - Milășel - Mirigioaia - Mitrești - Moara de Jos - Mogoaia | - Moișa - Morăreni - Morești - Moruț - Moșuni - Mura Mare - Mura Mică - Mureni - Mureșeni - Murgești |

## N
| - Nadășa - Nandra - Nazna | - Neagra - Negrenii de Câmpie - Nicolești | - Nima Milășelului - Nima Râciului |

## O
| - Oarba de Mureș - Obârșie - Odrihei - Onuca | - Ormeniș - Oroiu - Orosia | - Orșova - Orșova-Pădure - Ozd |

## P
| - Păcureni - Pădurea - Pădureni - Păingeni - Pârâu Crucii (Pogăceaua) - Pârâu Crucii (Râciu) - Pârâu Mare - Păucișoara | - Păuloaia - Periș - Petea - Petrilaca - Petrilaca de Mureș - Pietriș - Pipea | - Poarta - Poduri - Poienița - Porumbac - Porumbeni - Pripoare - Pusta |

## R
| - Racameț - Ranta - Râpa de Jos - Răzoare | - Recea - Remetea - Rigmani - Rora | - Roșiori - Roteni - Roua |

## S
| - Săbed - Săcalu de Pădure - Săcădat - Săcăreni - Șaeș - Sălard - Sălașuri - Sălcud - Sâmbriaș - Șandru - Sângeorgiu de Câmpie - Sângeru de Pădure - Sâniacob - Sânișor - Sânmărghita - Sânmărtinu de Câmpie - Sânmihai de Pădure - Sânsimion | - Sântioana - Sântioana de Mureș - Sântu - Șapartoc - Șardu Nirajului - Sărmășel - Sărmășel-Gară - Satu Nou (Gheorghe Doja) - Satu Nou (Sânpetru de Câmpie) - Șăulița - Șăușa - Scurta - Sebeș - Seleuș (Daneș) - Seleuș (Zagăr) - Senereuș - Șerbeni - Seuca | - Șeulia de Mureș - Sfântu Gheorghe - Sicele - Șilea Nirajului - Șincai-Fânațe - Șoard - Socolu de Câmpie - Șoimuș - Solocma - Șomoștelnic - Șoromiclea - Ștefanca - Ștefăneaca - Stejărenii - Stejeriș - Sub Pădure - Suveica |

## T
| - Tăblășeni - Tâmpa - Tău - Teleac - Țigmandru - Țiptelnic - Tireu | - Tirimia - Tirimioara - Tisieu - Titiana - Toaca - Tofalău - Toldal | - Tonciu - Țopa - Torba - Trei Sate - Troița - Tușinu |

## U
| - Uila - Ulieș | - Uricea - Urisiu de Jos | - Urisiu de Sus - Ursoaia |

## V
| - Vădaș - Vadu - Vaidacuta - Vaideiu - Valea - Valea Albeștiului - Valea Dăii - Valea Frăției - Valea Glodului - Valea Iclandului - Valea Izvoarelor - Valea Mare - Valea Pădurii | - Valea Rece - Valea Sânmărtinului - Valea Sânpetrului (Grebenișu de Câmpie) - Valea Sânpetrului (Pogăceaua) - Valea Șapartocului - Valea Sasului - Valea Seacă - Valea Șurii - Valea Ulieșului - Valea Ungurului - Valea Urieșului - Văleni | - Vălenii - Vălenii de Mureș - Vălișoara - Vălureni - Venchi - Veța - Vidrasău - Viforoasa - Viilor - Vișinelu - Voiniceni - Vulcan |

## Z
| - Zăpodea | - Zimți |